# Voßberg (Calvörde)
Voßberg ist ein Flurname nördlich von Calvörde im Landkreis Börde in Sachsen-Anhalt.
Das landwirtschaftlich genutzte Gebiet liegt auf einer Höhe von etwa 55 m an der Landstraße 25 in der Gemarkung von Calvörde. Östlich des Voßbergs liegt das Dorf Lössewitz, nördlich das Dorf Berenbrock mit der Dammmühle, im Süden liegt der Marktflecken Calvörde. 